# Distrito de Shughnón

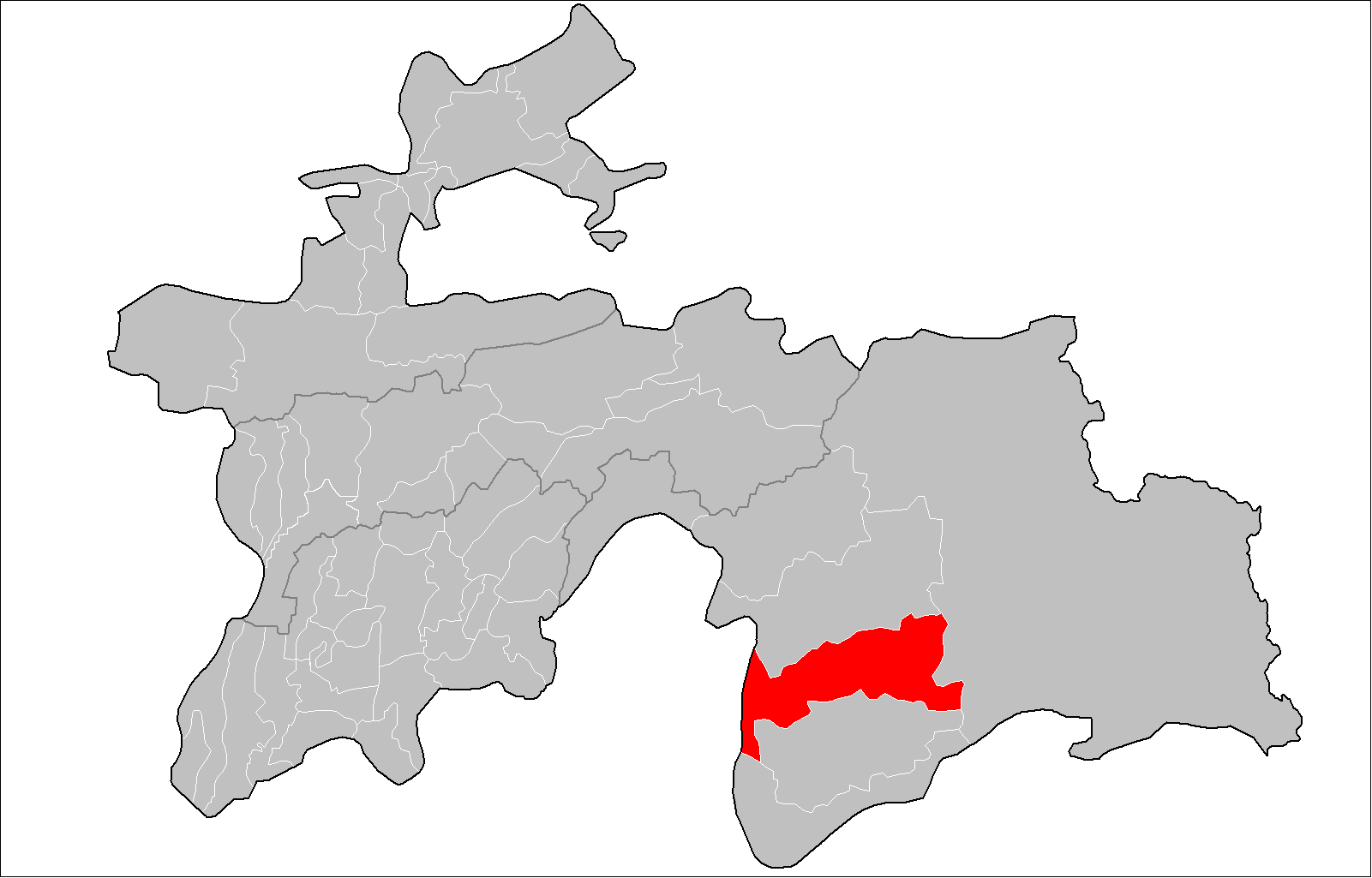
Ubicación del distrito en mapa nacional

Shugnón (en tayiko; Ноҳияи Шуғнон en persa; ناحیۀ شغنان)es uno de los 7 distritos en los que se divide la provincia de Alto Badajshán, Tayikistán.

## Superficie
El distrito posee una superficie aproximada de 4600 kilómetros cuadrados.

## Población
Según estimaciones para 2010, vivían 34.000 personas en todo el distrito.